# 普拉杜费雷拉
普拉杜费雷拉是巴西巴拉那州的一个市镇。总面积153.398平方公里，总人口3480人，人口密度22.7人/平方公里。